# 400 Beethoven
400 Beethoven is een kantoorpand aan de Beethovenstraat in Amsterdam-Zuid.
Het werd gebouwd als ontwikkeling binnen projectgebied Gershwin in Zuidas. Het gebouw staat op de hoek van Beethovenstraat en de Gustav Mahlerlaan en op de kop van de George Gershwinlaan. Het gebouw telt op zijn hoogste punt veertien verdiepingen met daaronder een parkeergarage. Architectenbureau UNStudio ontwierp het meer dan zestig meter hoge kantoorgebouw. Het heeft een vloeroppervlak van bijna 15.000 m². Het gebouw werd in 2016 opgeleverd door G&S Bouw. Het wordt gehuurd door onder meer NautaDutilh en voldoet aan de BREEAM-eisen.
Het gebouw heeft in zijn uiterlijk overstekken, een glooiend dak, rondingen, blauwe blokachtige vormen bij de vensters, schuine gevellijnen en witte lintachtige versieringen. Door het toegepaste uiterlijk lijkt het gebouw geen echte voor- of achtergevel te hebben. De overheersende kleuren van het pand zijn blauw en wit.
Het nabijgelegen kantoorgebouw 500 Beethoven dat samen met het gebouw ontwikkeld werd en een parkeergarage deelt, is in tegenstelling tot dit gebouw hoekig.

## Galerij

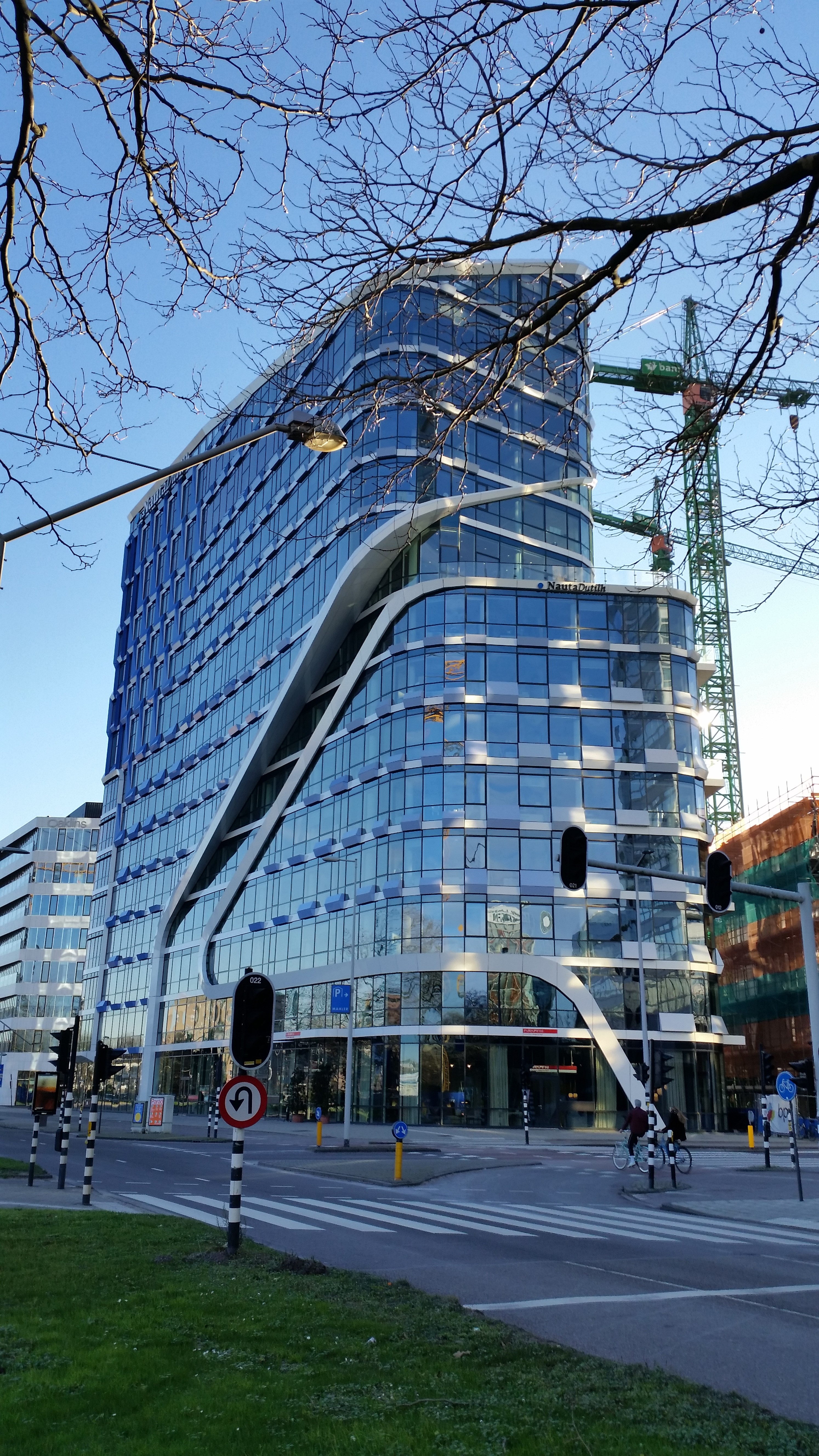
400 Beethoven vanuit het noorden.
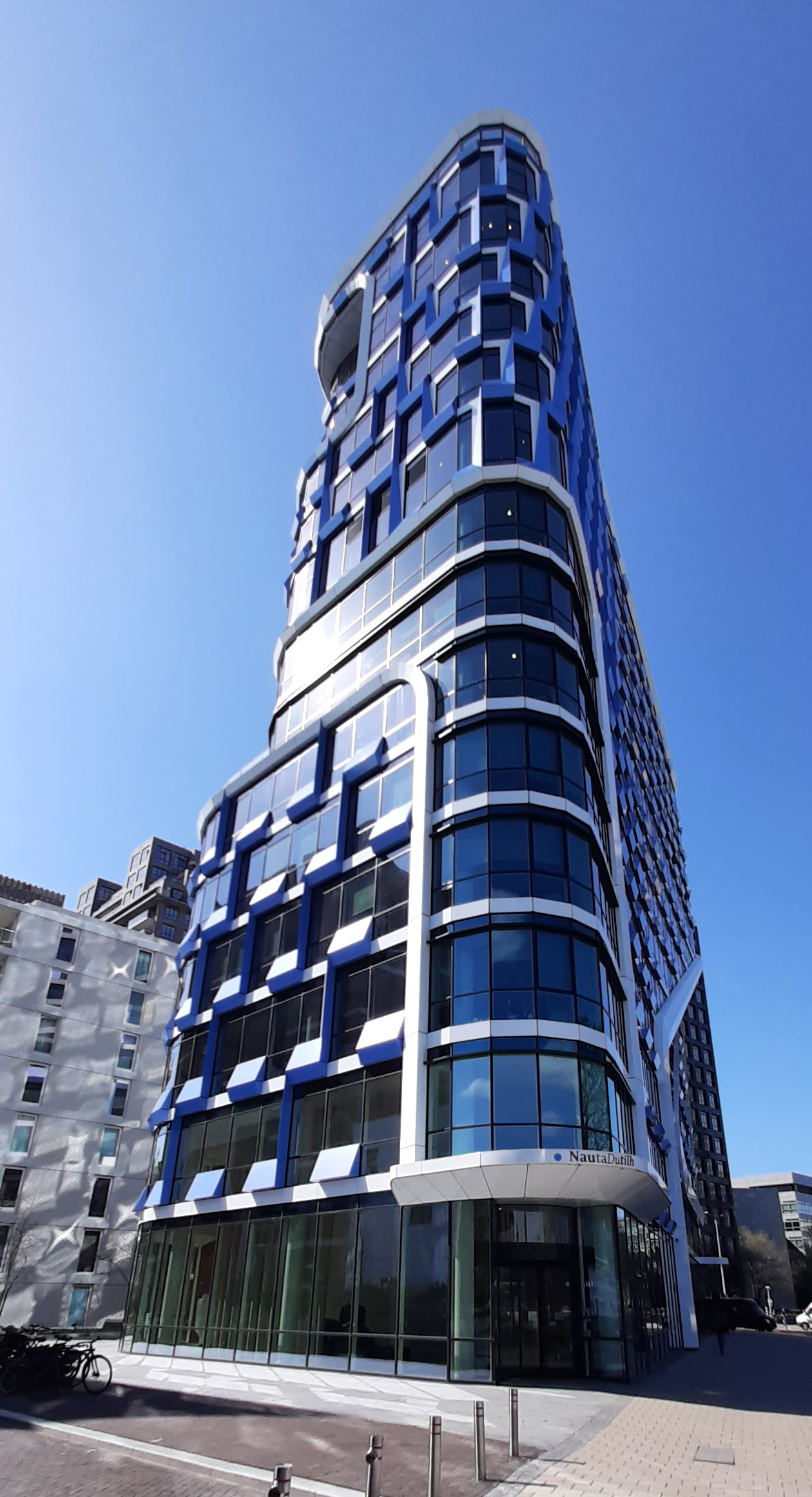
Zuidgevel op hoek Beethovenstraat/George Gershwinlaan met kantoorentree.
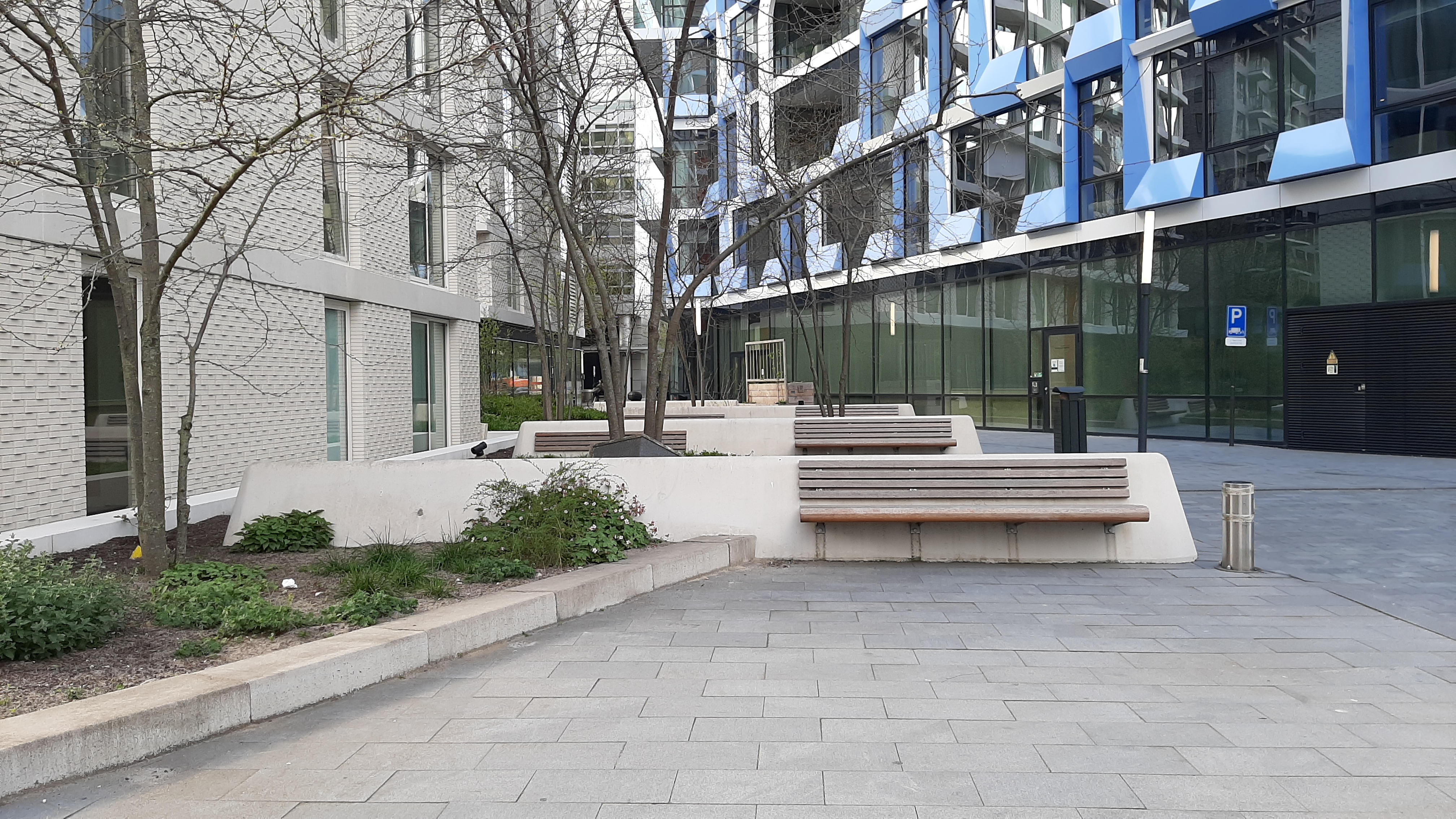
Pocketpark aan de zijde George Gershwinlaan.
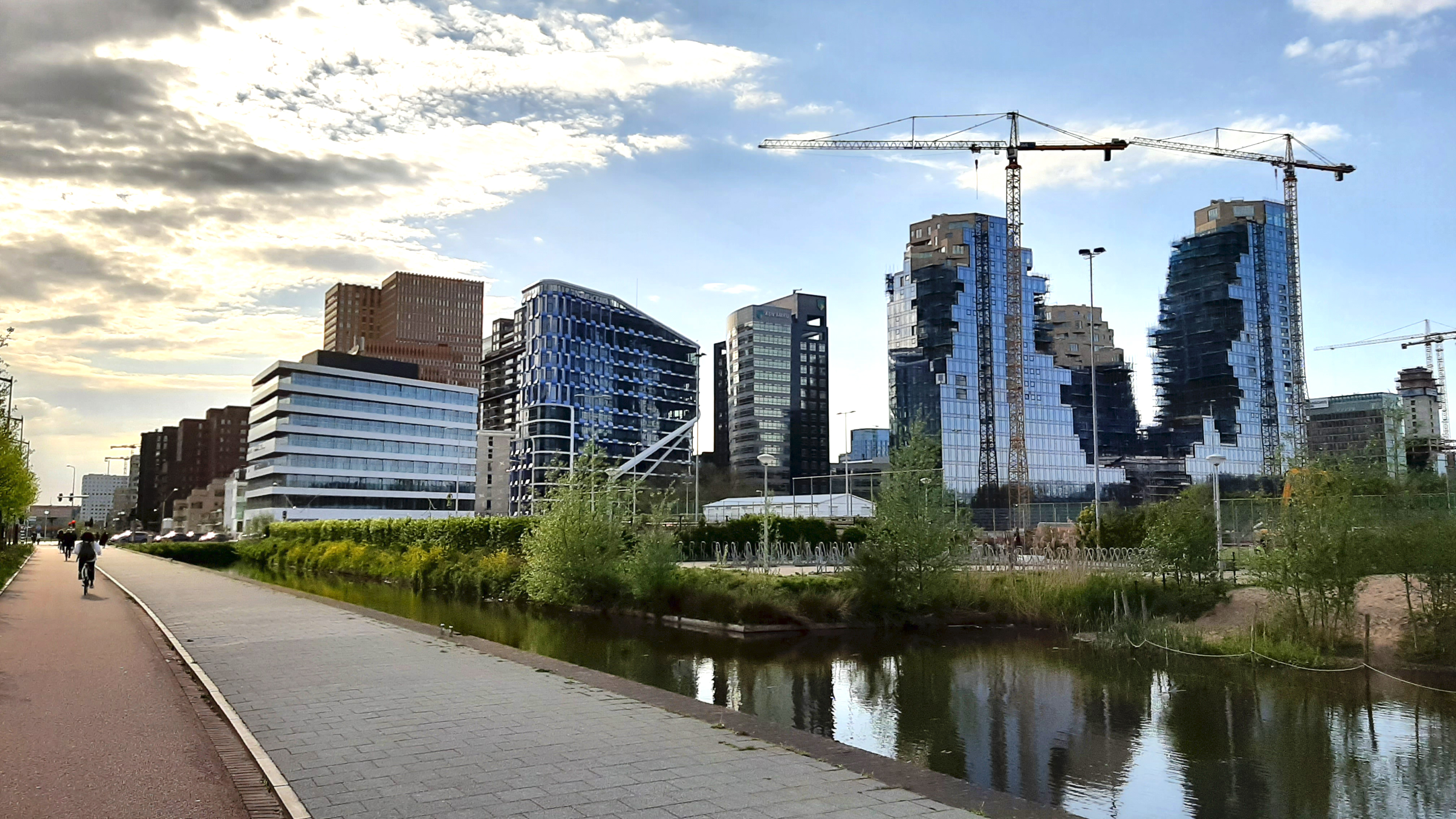
400 Beethoven en omliggende gebouwen gezien vanaf de De Boelelaan (2021).